# Castelul Puyguilhem
Castelul Puyguilhem (în franceză château de Puyguilhem) este un castel din Renașterea franceză situat în comuna Villars, departamentul Dordogne. Clasat monument istoric în 1912, este administrat de Centrul Monumentelor Naționale.

## Istoric
Feuda Puyguilhem a fost cumpărată de Pierre Mondot de La Marthonie, președintele Parlamentului din Guyenne la Bordeaux, înainte de 1510. În 1515 el a fost desemnat prim-președintele al Parlamentului din Paris. Apropriat al reginei-mamă Louise de Savoia, a devenit chiar mai influent când regele Francisc I a plecat la război în Italia. Construirea castelului își manifestă ascensiunea socială. După ce el a murit subit în 1517, lucrările au fost continuate de fratele său, Gaston, până în anul 1535. 
Castelul Puyguilhem a rămas în familia La Marthonie până în secolul al XVIII-lea, apoi a fost moștenit de familia Chapt de Rastignac, pe urmă de familia La Rochefoucauld. S-a tranzacționat de mai multe ori la începutul secolului al XX-lea, dar a fost neglijat și a ajuns aproape în ruine, până la punctul în care statul francez a lansat o procedură de expropriere și l-a cumpărat în 1939. Castelul a fost restaurat timp de 20 ani sub îndrumarea arhitectului monumentelor istorice, Yves-Marie Froidevaux. Este în prezent deschis publicului.

## Descriere
Castelul se compune dintr-un corp de clădire de două etaje prelungit de două aripi, cu un turnuleț de scară poligonal și o scară de onoare pe fațada de nord. Este flancat de un mare turn rotund de aspect mai vechi.

## Legături externe
- fr  en  es  Site-ul oficial
- fr  Notița pe baza Mérimée (baza de date a monumentelor istorice franceze)